# Liberty Racing
Il team Liberty Racing è una squadra motociclistica con sede in Repubblica Ceca.
La squadra del patron Mario Bertuccio è guidata da Natale Egi e Marco Callero, già noti nell'ambito del mondiale per derivate di serie per i loro trascorsi nei team Sterilgarda-DFX e PSG-1 Corse.
Viene fondata a Praga nel 2010 e partecipa al mondiale Superbike nel 2011 con moto Ducati e due piloti: Jakub Smrž e Sylvain Guintoli. A Donington Jakub Smrž ha ottenuto il primo podio del team Liberty piazzandosi in seconda posizione dietro a Marco Melandri dopo aver dominato gran parte della gara.
Nel 2012 riconferma i due piloti della stagione precedente, ed ingaggia anche Brett McCormick e Maxime Berger, portando a quattro il numero dei piloti schierati.
Sempre nel 2012 Sylvain Guintoli ottiene la prima vittoria in Superbike nella breve storia del team.
Nel 2013, il team ingaggia il pilota australiano Mark Aitchison che in sella alla Ducati 1098 torna a correre sulle piste del mondiale Superbike WSBK dopo una breve esperienza in Gran Bretagna nel campionato BSB British Superbike Championship dalla quale porta con sé, oltre all'esperienza sportiva, anche il nuovo ingegnere responsabile dell'elettronica Tom Larsen, mentre la squadra si affida alla guida del team manager Matteo Nicaso.